# فرودگاه شهری دوچسن
فرودگاه شهری دوچسن (به انگلیسی: Duchesne Municipal Airport) یک فرودگاه همگانی بهره‌برداری هوایی است که یک باند فرود خاک دارد و طول باند آن ۱۳۳۸ متر است. این فرودگاه در شهر دوچسن، یوتا کشور ایالات متحده آمریکا قرار دارد و در ارتفاع ۱۷۷۶ متری از سطح دریا واقع شده است.